# Rhaphiomidas moapa
Rhaphiomidas moapa är en tvåvingeart som beskrevs av Rogers och Van Dam 2007. Rhaphiomidas moapa ingår i släktet Rhaphiomidas och familjen Mydidae. Inga underarter finns listade i Catalogue of Life.